# 情報エンタメLIVE ジャーナる!
『情報エンタメLIVE ジャーナる!』（じょうほうエンタメ・ライブ ジャーナる!）は、フジテレビ系列で、2009年10月25日から2010年3月28日まで、毎週日曜日の22:00 - 23:15（JST）で生放送（テレビ大分とテレビ宮崎では未放送）されていた日本の情報番組。

## 概要
2008年7月から1年3か月放送された『サキヨミLIVE』の事実上の続編に当たる。従来のニュース番組とは側面を変えた「ノンフィクションの笑い」をコンセプトに1週間の話題、最近世間を騒がせている重要なニュースを取り上げて解説する。ちなみに「ジャーナる」は英語の発音と同じく「ジャ」にアクセントを置いて発音している。
総合司会の伊藤利尋・平井理央は前番組から続投し、新たに三宅裕司がスペシャルウォッチャーという肩書きで総合司会陣に加わる。
なお放送開始が10月下旬までずれ込んだのは三宅が舞台に出演していたためで、10月4日からの3週間は75分特番を放送していた。

## 出演者
☆は前番組『サキヨミLIVE』から続投。

### 総合司会
伊藤利尋（フジテレビアナウンサー）☆

### 総合アシスタント
平井理央（当時：フジテレビアナウンサー）☆
　※　平井理央特別代行 : 加藤綾子（同上）

### スペシャルウォッチャー
三宅裕司（『全国一斉!日本人テスト』より異動）

### 解説
竹田圭吾（ニューズウィーク日本版編集長）☆

## 番組構成・タイムテーブル
- 22:00 - オープニング、特集
- 22:23頃 - トレジャーナる!（2009年12月まではノンフィクションシアター）
- 22:35頃 - ニッポン観察日記
- 23:07頃 - 週間天気予報
- 23:09頃 - ベタぼめ占い!
- 23:10 - エンディング

## 放送リスト
| 放送日         | 視聴率 |
| -------------- | ------ |
| 2009年10月25日 | 9.8%   |
| 11月1日        | 12.2%  |
| 11月8日        | 9.8%   |
| 11月15日       | 11.0%  |
| 11月29日       | 9.0%   |
| 12月6日        | 9.6%   |
| 12月13日       | 7.2%   |
| 12月20日       | 8.6%   |
| 2010年1月10日  | 8.7%   |
| 1月17日        | 10.2%  |
| 1月24日        | 8.8%   |
| 1月31日        | 10.6%  |
| 2月7日         | 10.0%  |
| 2月14日        | 10.9%  |
| 2月21日        | 11.0%  |
| 2月28日        | 12.1%  |
| 3月7日         | 12.3%  |
| 3月14日        | 9.3%   |
| 3月28日        | 8.9%   |

## 番組テーマ曲
- Stealers Wheel「Stuck in Middle with You」

## スタッフ
- 構成：石井成和、川原慶太郎、新木三太郎、黒岩勉
- リサーチ：インテージ
- TD：上村克志
- カメラ：八柄哲
- 音声：村脇昭一
- VE：郡司洋
- 照明：毛利克也
- 音響効果：星川秀一
- 編集：テレモーションマックス、スタジオWelt
- 技術協力：共同テレビジョン
- 美術：片岡浩美（フジテレビ）
- セットデザイン：棈木陽次（フジテレビ）
- 美術進行：服部孝志
- 大道具：毛利彰
- アクリル装飾：今井輝彦
- メイク：山田かつら
- 電飾：菅田重樹
- 電子タイトル：タイトルアート
- 校正：聚珍社
- CG：井上明裕・大坪徳宏（フジテレビ）
- CGタイトル：岩崎光明
- 手書きタイトル：湯浅信人
- 制作デスク：加用有香里
- TK：上野和美
- AD：福田真奈、安川雅裕、氏家竜也、伊藤伸秀、柴田侑市朗、金紗愛、尾崎絵梨、篠塚綾菜
- ディレクター：尾形征輝、杉崎朋子（尾形・杉崎→フジテレビ）、田頭悟（OTO）、鈴木カッパ（クロスロード）、高田圭太（フジテレビ）、北川邦夫（スローハンド）、島千秋、川上康弘、白川恵子、小坂真夕子、坂本隆太、田中拓朗（田中→関西テレビ）、佐藤洋一、恒石真人、野上千草、瀧秀一、高橋優介、酒瀬川茂雄
- AP：熊田辰男（ラダック）
- FD：藤木伸一郎（フジテレビ）
- 総合演出：西村陽次郎（フジテレビ）
- プロデューサー：内ヶ崎秀行（フジテレビ）、高島公美（関西テレビ）
- 制作協力：エフ・エフ 、オフィス・トゥー・ワン
- 制作著作：フジテレビ、関西テレビ

## ネット局と放送時間
| 放送対象地域  | 放送局                    | 系列           | 放送日時           | 備考           |
| ------------- | ------------------------- | -------------- | ------------------ | -------------- |
| 関東広域圏    | フジテレビ（CX）          | フジテレビ系列 | 日曜 22:00 - 23:15 | 【共同制作局】 |
| 近畿広域圏    | 関西テレビ（KTV）         | フジテレビ系列 | 日曜 22:00 - 23:15 | 【共同制作局】 |
| 北海道        | 北海道文化放送（uhb）     | フジテレビ系列 | 日曜 22:00 - 23:15 |                |
| 岩手県        | 岩手めんこいテレビ（mit） | フジテレビ系列 | 日曜 22:00 - 23:15 |                |
| 宮城県        | 仙台放送（OX）            | フジテレビ系列 | 日曜 22:00 - 23:15 |                |
| 秋田県        | 秋田テレビ（AKT）         | フジテレビ系列 | 日曜 22:00 - 23:15 |                |
| 山形県        | さくらんぼテレビ（SAY）   | フジテレビ系列 | 日曜 22:00 - 23:15 |                |
| 福島県        | 福島テレビ（FTV）         | フジテレビ系列 | 日曜 22:00 - 23:15 |                |
| 新潟県        | NST新潟総合テレビ（NST）  | フジテレビ系列 | 日曜 22:00 - 23:15 |                |
| 長野県        | 長野放送（NBS）           | フジテレビ系列 | 日曜 22:00 - 23:15 |                |
| 静岡県        | テレビ静岡（SUT）         | フジテレビ系列 | 日曜 22:00 - 23:15 |                |
| 富山県        | 富山テレビ（BBT）         | フジテレビ系列 | 日曜 22:00 - 23:15 |                |
| 石川県        | 石川テレビ（ITC）         | フジテレビ系列 | 日曜 22:00 - 23:15 |                |
| 福井県        | 福井テレビ（FTB）         | フジテレビ系列 | 日曜 22:00 - 23:15 |                |
| 中京広域圏    | 東海テレビ（THK）         | フジテレビ系列 | 日曜 22:00 - 23:15 |                |
| 島根県･鳥取県 | さんいん中央テレビ（TSK） | フジテレビ系列 | 日曜 22:00 - 23:15 |                |
| 岡山県･香川県 | 岡山放送（OHK）           | フジテレビ系列 | 日曜 22:00 - 23:15 |                |
| 広島県        | テレビ新広島（tss）       | フジテレビ系列 | 日曜 22:00 - 23:15 |                |
| 愛媛県        | テレビ愛媛（EBC）         | フジテレビ系列 | 日曜 22:00 - 23:15 |                |
| 高知県        | 高知さんさんテレビ（KSS） | フジテレビ系列 | 日曜 22:00 - 23:15 |                |
| 福岡県        | テレビ西日本（TNC）       | フジテレビ系列 | 日曜 22:00 - 23:15 |                |
| 佐賀県        | サガテレビ（STS）         | フジテレビ系列 | 日曜 22:00 - 23:15 |                |
| 長崎県        | テレビ長崎（KTN）         | フジテレビ系列 | 日曜 22:00 - 23:15 |                |
| 熊本県        | テレビくまもと（TKU）     | フジテレビ系列 | 日曜 22:00 - 23:15 |                |
| 鹿児島県      | 鹿児島テレビ（KTS）       | フジテレビ系列 | 日曜 22:00 - 23:15 |                |
| 沖縄県        | 沖縄テレビ（OTV）         | フジテレビ系列 | 日曜 22:00 - 23:15 |                |